# 大茨維利亞
大茨維利亞（烏克蘭語：Велика Цвіля），是烏克蘭北部的村莊，隸屬日托米爾州的茲維亞赫爾區。該村始建於十二世紀，面積4.442平方公里，海拔高度205米，2011年人口870，人口密度每平方公里195.86人。
50°48′28″N 27°36′24″E / 50.80778°N 27.60667°E